# Сантамария, Тиаго
Тиаго Сантамария (исп. Thiago Santamaría; род. 4 апреля 2003) — аргентинский футболист защитник клуба «Архентинос Хуниорс».

## Клубная карьера
Сантамария — воспитанник клуба «Архентинос Хуниорс». 28 января 2024 года в матче против «Ривер Плейт» он дебютировал в аргентинской Примере. 26 февраля в поединке против «Платенсе» Тиаго забил свой первый гол за «Архентинос Хуниорс». 